# Alexander Iwanowitsch Oparin

Grabbüste Oparins auf dem Moskauer Nowodewitschi-Friedhof

Alexander Iwanowitsch Oparin (russisch Александр Иванович Опарин, wiss. Transliteration Aleksandr Ivanovič Oparin; * 18. Februarjul. / 2. März 1894greg. in Uglitsch; † 21. April 1980 in Moskau) war ein sowjetischer Biochemiker. Er gilt als Begründer der naturwissenschaftlichen Erforschung der Entstehung des Lebens auf der Erde.

## Leben
Von 1912 bis 1917 studierte er an der Moskauer Universität und war danach Doktorand. Zwischen 1921 und 1925 war er Assistent im Departement für Pflanzenphysiologie. Unter Alexei Bach war er zwischen 1919 und 1922 gleichzeitig Mitarbeiter in der Chemischen Division des Volkswirtschaftsrates und von 1921 bis 1925 Mitarbeiter im Zentralen Chemischen Labor Moskau. 1922 folgte ein Studienaufenthalt beim Physiologen Albrecht Kossel in Heidelberg, danach reiste er weiter nach Österreich, 1924 nach Italien und 1925 nach Frankreich. Nach seiner Rückkehr 1925 war er tätig als Dozent bzw. seit 1929 als Professor für Biochemie.
Von 1927 bis 1934 war Oparin stellvertretender Direktor des Zentralinstituts der Zucker-Industrie, zugleich von 1929 bis 1931 Professor für technische Biochemie am Mendelejew-Institut für chemische Technologie und (von 1930 bis 1931) am Institut für Getreide und Mehl. Seit 1934 Mitglied der Akademie der Wissenschaften. 1935 wurde er unter Bach stellvertretender Direktor des Instituts für Biochemie, 1946 folgte er Bach als Direktor. 1937 war er Professor am Technischen Institut für Nahrungsgüterproduktion, entweder im selben Jahr oder 1942 wurde er auch Leiter des Lehrstuhls für Biochemie, ein Amt, das er bis 1960 innehatte. Er wurde 1956 Mitglied der Leopoldina und 1966 korrespondierendes und 1969 auswärtiges Mitglied der Deutschen Akademie der Wissenschaften zu Berlin. Oparin wurde 1976 mit dem Kalinga-Preis für die Popularisierung der Wissenschaft ausgezeichnet. Kurz vor seinem Tod 1980 erhielt er 1979 die Lomonossow-Goldmedaille.

## Hypothese zur Entstehung des Lebens
Oparins Hypothese beruht auf folgenden Annahmen:
1. Die Uratmosphäre der Erde hatte reduzierende Eigenschaften. Sie bestand im Wesentlichen aus Methan, Wasserdampf, Ammoniak und Spuren von Schwefelwasserstoff.
2. Sie war verschiedenen Energiequellen ausgesetzt, wie z. B. Blitzentladungen, Sonneneinstrahlung und Vulkanismus. Dies führte zur Bildung kleiner organischer Moleküle.
3. Diese Substanzen sammelten sich in der Hydrosphäre und bildeten die sogenannte Ursuppe. Darin entstanden spontan die ersten Lebensformen.

Heute gilt Oparins Hypothese in weiten Teilen als überholt, bildete jedoch in ihrer Zeit die Grundlage für die Erforschung der präbiotischen Evolution.

## Werke (Auswahl)

### Russische Ausgaben
- Произхождение жизни. М. Московский рабочий, 1924; Entstehung des Lebens. M. Moskowski rabotschi, 1924
- Возникновение жизни на Земле. М. Изд-во АН СССР, 1957; Entstehung des Lebens auf der Erde. M. Verlag der AdW der UdSSR 1936
- Жизнь, ее природа, происхождение и развитие. Ин-т биохимии. М.: АН СССР, 1968; Das Leben, seine Natur, sein Ursprung und seine Entwicklung. Moskau, AdW der UdSSR, 1968
- Возникновение жизни на Земле. 3.е издание, полностю переработанное, М. Изд-во АН СССР, 1957; Entstehung des Lebens auf der Erde. 3. Auflage, vollständig überarbeitet, M. Verlag der AdW der UdSSR, 1957
- Материя – жизнь - интеллект. М. Наука 1977; Materie - Leben - Intellekt. M. Nauka, 1977
- Проблема происхождения жизни в свете достижений современного естествознания, в книге: Философские проблемы современного естествознания. М. 1959; Probleme der Entstehung des Lebens im Lichte der Errungenschaften der modernen Naturwissenschaften, im Buch Probleme der modernen Naturwissenschaften. Moskau, 1959
- Возникновение жизни на Земле. In: Труды Международного симпозиума. 10 – 24 августа 1957 г. М. Изд-во АН СССР, 1959; Entstehung des Lebens auf der Erde. Die Arbeiten des Internationalen Symposiums 10.–24. August 1957, M. Verlag der AdW der UdSSR, 1959
- Произхождение предбиолонических систем. Перевод с англ. / Пол ред. А.И. Опарина. М. Мир, 1966; Die Entstehung präbiologischer Systeme. Übersetzung aus dem Englischen / Unter der Redaktion von Oparin, M. Mir, 1966
- Пути начального формирования обмена веществ и искусственное моделирование этого формирования в коацерватных каплях. In: В книге: Происхождение предбиологичеких систем. М., 1966; Wege der ursächlichen Formierung des Stoffwechsels und die künstliche Modellierung dieser Formierung in Koazervattropfen. In: Die Entstehung vorbiologischer Systeme. Moskau, 1966

### Deutsche Ausgaben
- Die Entstehung des Lebens auf der Erde. Berlin/Leipzig 1947
- Das Leben. Seine Natur, Herkunft und Entwicklung. Jena 1963